# USS Connecticut (SSN-22)
«Коннектикут» (англ. USS Connecticut (SSN-22)) — американський швидкісний ударний атомний підводний човен класу «Сівулф». Експлуатується ВМС США. «Коннектикут» — п'ятий діючий корабель Сполучених Штатів, названий на честь американського штату Коннектикут, починаючи з 1776 року. Контракт на будівництво був укладений з підрозділом Electric Boat корпорації General Dynamics 3 травня 1991 року. Будівництво човна було розпочато 14 вересня 1992 року в Гротоні, штат Коннектикут. На воду субмарина спущена 1 вересня 1997 року. Хрещеною судна стала Патріція Л. Роуленд, дружини губернатора Коннектикуту Джона Г. Роуленда. Введена в експлуатацію 11 грудня 1998 року.

## Історія
У квітні 2003 року «Коннектикут» сплив на поверхню крізь арктичний лід неподалік льодової станції Лабораторії прикладної фізики Вашингтонського університету (APLIS). Під час стоянки до субмарини наблизився білий ведмідь, який деякий час гриз її кермо. Фото цього інциденту поширилося у ЗМІ всього світу.

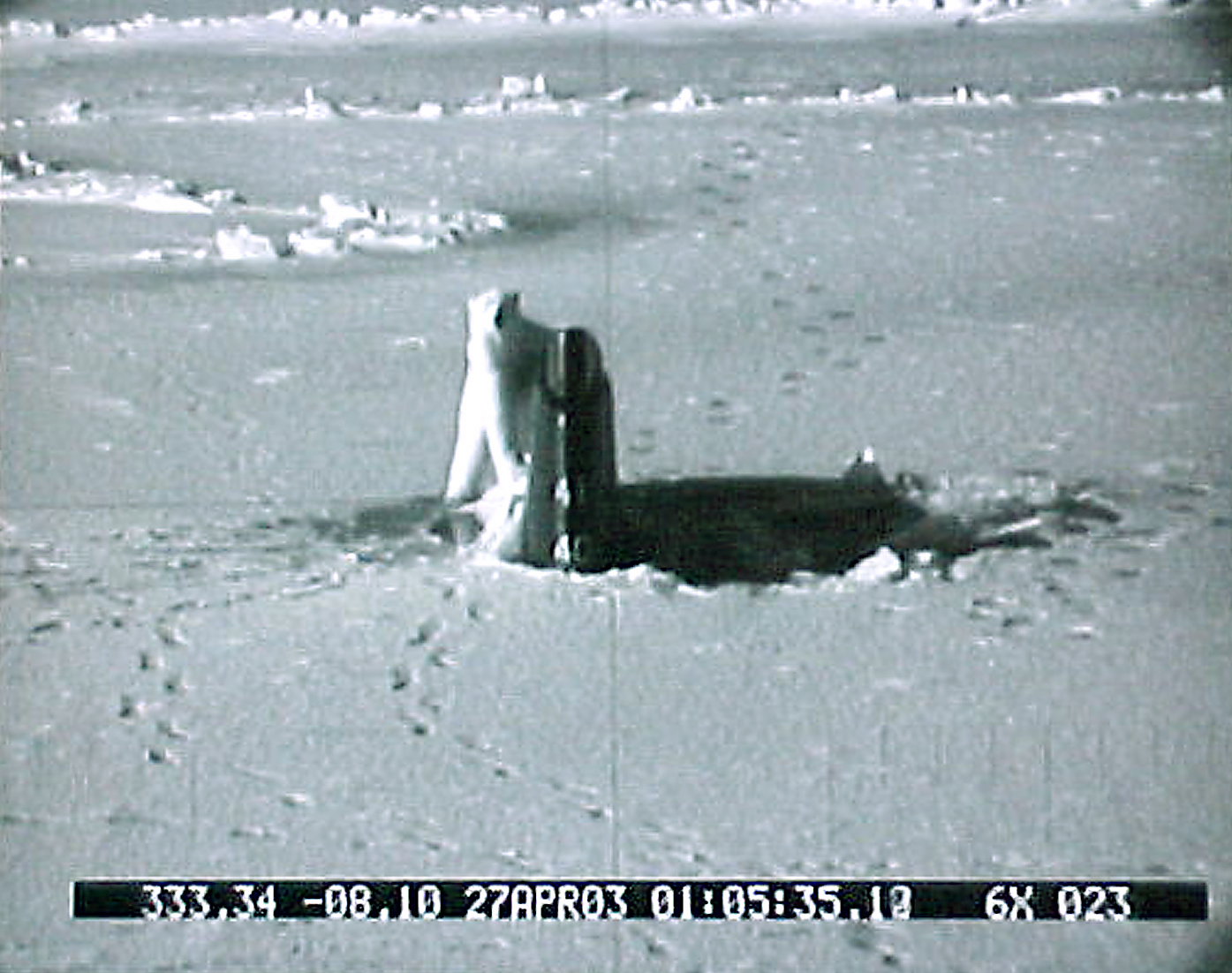
Інцидент з білим ведмедем

31 березня 2004 року «Коннектикут» вийшов у море на підтримку війни з тероризмом у складі експедиційної ударної групи USS Wasp (LHD-1). 2 вересня того року субмарина повернулась до ВМБ Нью-Лондон. Протягом наступних трьох років «Коннектикут» був в основному обмежений портом, оскільки проходив тривалий цикл обслуговування.
У 2007 році «Коннектикут» переведено на базу ВМС Кіцап-Бремертон у П'юджет-Саунді (штат Вашингтон).
На початку 2011 року «Коннектикут» брав участь в арктичних навчаннях ICEX 2011.
З 2012 по 2017 рік «Коннектикут» пройшов капітальний ремонт. Субмарина повернулася до роботи на початку 2018 року та брала участь у навчаннях з оперативної готовності Arctic ICEX 2018. Пізніше того ж року вона була відправлена в західну частину Тихого океану, а потім повернулася 30 січня 2019 року
З 26 березня по 19 серпня 2019 року «Коннектикут» проходив технічне обслуговування та модернізацію в сухому доку верфі Пьюджет-Саунд . Проєкт коштував 17 мільйонів доларів.
2 жовтня 2021 року «Коннектикут» був пошкоджений після зіткнення з підводною горою під час маневрування в Південно-Китайському морі. Близько одинадцяти моряків отримали незначні поранення. Повідомлялося, що силова установка підводного човна не пошкоджена Після розслідування командир, старший офіцер і начальник борта були звільнені з посади.